# Oxyethira garifosa
Oxyethira garifosa är en nattsländeart som beskrevs av Dudley Moulton och Harris 1997. Oxyethira garifosa ingår i släktet Oxyethira och familjen smånattsländor. Inga underarter finns listade i Catalogue of Life.